# ブロードキル・リバー (上陸火力支援艦)
ブロードキル・リバー (USS Broadkill River, LSMR-405) は、アメリカ海軍の中型揚陸艦。LSM(R)-401級ロケット中型揚陸艦の1隻。艦名はデラウェア州南東部を流れるブロードキル川に因む。

## 艦歴
LSMR-405は1945年1月18日にチャールストン海軍工廠で起工した。1945年2月6日にヘンリエッタ・アグネス・フレンドによって進水し、5月9日に就役した。
LSMR-405はチェサピーク湾海域で整調訓練を行いながら数週間を過ごし、続いてノーフォーク海軍工廠で整調後修理を行った。6月3日にノーフォークを出航、6月25日にカリフォルニア州サンディエゴに到着し、7週間に及ぶ訓練を開始した。8月12日に真珠湾に向けて出航、21日に同地に到着した。ハワイ諸島の様々な場所で揚陸訓練に従事しながら約1ヶ月を過ごした。9月26日にLSMR-405は西海岸に向けて出航した。続く15ヶ月間、LSMR-405は太平洋艦隊揚陸部隊の一部としてサンディエゴを拠点として活動した。1947年2月10日に退役、LSMR-405は太平洋予備役艦隊サンディエゴグループと共に停泊し、1951年春まで同地に留まった。
LSMR-405は1951年3月28日にサンディエゴでサミュエル・P・アダムス予備役大尉の指揮下再就役した。直後東海岸に向けて出航した。バージニア州リトルクリークの海軍揚陸基地に到着し、LSMR-405は大西洋艦隊揚陸部隊、第2揚陸小艦隊、第2ロケット揚陸戦隊、第22ロケット揚陸部隊に配属された。続く4年間、LSMR-405はチェサピーク湾での数多くの揚陸演習に参加、バージニア岬沖やノースカロライナの海岸、プエルトリコ近くのビエケス島などで活動した。1955年8月6日にLSMR-405はブロードキル・リバー (USS Broadkill River, LSMR-405) と命名された。
ブロードキル・リバーは不活性化オーバーホールが行われ、1955年9月30日にフロリダ州ジャクソンビルを出港した。10月上旬にテキサス州オレンジに到着、不活性化のための最終的な準備を始めた。1955年11月16日に退役、大西洋予備役艦隊テキサスグループの1隻として係留された。1961年後半または62年前半まで同地に置かれ、その後大西洋予備役艦隊ノーフォークグループに移動する。予備役として係留中の1969年1月1日にLFR-405（上陸火力支援艦）に艦種変更され、その後1973年5月1日に除籍、1974年6月28日にイラン、テヘランの Maritime Shipping Co., Ltd. に売却された。

## 参照
- この記事はアメリカ合衆国政府の著作物であるDictionary of American Naval Fighting Shipsに由来する文章を含んでいます。 記事はここで閲覧できます。
- “LFR-405 / LFR-405 Broadkill River”. Amphibious Photo Archive. 2014年6月20日閲覧。